# Rhynchoedura
Rhynchoedura – rodzaj jaszczurek z rodziny Diplodactylidae.

## Zasięg występowania
Rodzaj obejmuje gatunki występujące w Australii. 

## Systematyka
Rodzaj zdefiniował w 1867 roku niemiecko-brytyjski zoolog Albert Günther w artykule poświęconym australijskim gadom i rybom opublikowanym w czasopiśmie The Annals and magazine of natural history. Gatunkiem typowym jest (oznaczenie monotypowe) Rhynchoedura ornata.

### Etymologia
Rhynchoedura: gr. ῥυγχος rhunkhos ‘pysk’; rodzaj Oedura J.E. Gray, 1842.

### Podział systematyczny
Do rodzaju należą następujące gatunki: 
- Rhynchoedura angusta Pepper, Doughty, Hutchinson & Keogh, 2011
- Rhynchoedura eyrensis Pepper, Doughty, Hutchinson & Keogh, 2011
- Rhynchoedura mentalis Pepper, Doughty, Hutchinson & Keogh, 2011
- Rhynchoedura ormsbyi Wells & Wellington, 1985
- Rhynchoedura ornata Günther, 1867
- Rhynchoedura sexapora Pepper, Doughty, Hutchinson & Keogh, 2011